# 泉のエクセリオン
泉のエクセリオン(Ecthelion of the Fountain)は、中つ国を舞台とした小説、『シルマリルの物語』、『終わらざりし物語』の登場人物。トゥアゴンに仕えたノルドール・エルフの大将の一人。ゴンドリンの没落の際バルログの首領ゴスモグを打ち倒したことで名高いが、相打ちになり命を落とした。フルートを得意とした。

## 逸話
エクセリオンはトゥアゴンに仕えたノルドールの大将であり、ゴンドリンの十二家の一つ、泉家の長だった。かれはまたゴンドリンの七つの門のうち、最後の大門の司であった。かれの武具はすべて銀で、兜の先端には鋼の大釘がついていた。

### ニアナイス・アルノイディアド
エクセリオンはニアナイス・アルノイディアド（涙尽きざる合戦）にトゥアゴンと共に出陣した。フィンゴンが倒れ、ノルドールの上級王となったトゥアゴンの退却のおり、左右の側面を守ったのはエクセリオンとグロールフィンデルだった。

### 大門の司
ウルモの使者トゥオルはトゥアゴン臣下のヴォロンウェに導かれ、ゴンドリンへとたどり着いた。かれは衛士に捕らえられ、六つの門をくぐり、最後の大門の司エクセリオンの前に引き出された。トゥオルが外衣を脱ぎ、トゥアゴンがヴィンヤマールに残していった武具を身に付けているのを見ると、エクセリオンはかれが確かにウルモの使者であることを知った。

### ゴンドリンの没落
モルゴス軍にゴンドリンが包囲されるとエクセリオンは三体のバルログを打ち倒すが、盾を持つ腕の自由を失った。かれがトゥオルと共に王の広場に駆け込むと、バルログの首領ゴスモグが現れた。エクセリオンはゴスモグと激しく戦い、今度は剣を持つ腕の自由を失った。しかしエクセリオンは強く跳びあがると、かれの兜の大釘をゴスモグの胴体に深く突き刺した。それからかれは両足をゴスモグに巻きつけ、全力を持ってゴンドリンの泉へと突き落とした。ここにゴスモグの炎は消え、エクセリオンは鎧の重さに沈んでいった。エクセリオンの名はエルフの鬨の声となり、オークを恐れさせた。